# Cantó de Montluçon Nord-Est
El cantó de Montluçon Nord-Est és una antiga divisió administrativa francesa del departament de l'Alier, situat al districte de Montluçon. Té 2 municipis i part del de Montluçon. Va desaparèixer el 2015.

## Municipis
- Montluçon
- Saint-Victor
- Vaux

## Història
| Data d'elecció                           | Identitat       | Partit                           | Qualitat |
| ---------------------------------------- | --------------- | -------------------------------- | -------- |
| 1973-1982                                | Henri Guichon   | PCF                              |          |
| 1982-1988                                | Pierre Goldberg | PCF                              |          |
| 1988-2001                                | Nicole Picandet | PCF                              |          |
| 2001-2015                                | Bernard Dillard | Unió de Republicans del Borbonès |          |
| les dades anteriors no són pas conegudes |                 |                                  |          |
|                                          |                 |                                  |          |

## Demografia
| 1962 | 1968 | 1975 | 1982 | 1990   | 1999   | 2007   |
| ---- | ---- | ---- | ---- | ------ | ------ | ------ |
| -    | -    | -    | -    | 11.860 | 11.255 | 10.612 |